# Solbakk
Solbakk este o localitate din comuna Strand, provincia Rogaland, Norvegia, cu o populație de 93 locuitori (2013).